# Maggio Musicale Fiorentino
Il Maggio Musicale Fiorentino è una manifestazione artistica annuale organizzata a Firenze che si tiene dal 1933.
Nacque per iniziativa di Luigi Ridolfi Vay da Verrazzano, all'epoca federale del capoluogo toscano, del direttore d'orchestra Vittorio Gui e dell'onorevole Carlo Delcroix che ne fu il primo presidente.
Solitamente ha luogo da fine aprile a inizio luglio e comprende opere liriche, concerti, balletti e spettacoli di prosa. Trae origine dall'antica tradizione delle feste musicali di maggio, chiamate maggiolate, come le apposite composizioni che si cantavano per l'occasione.

## Storia

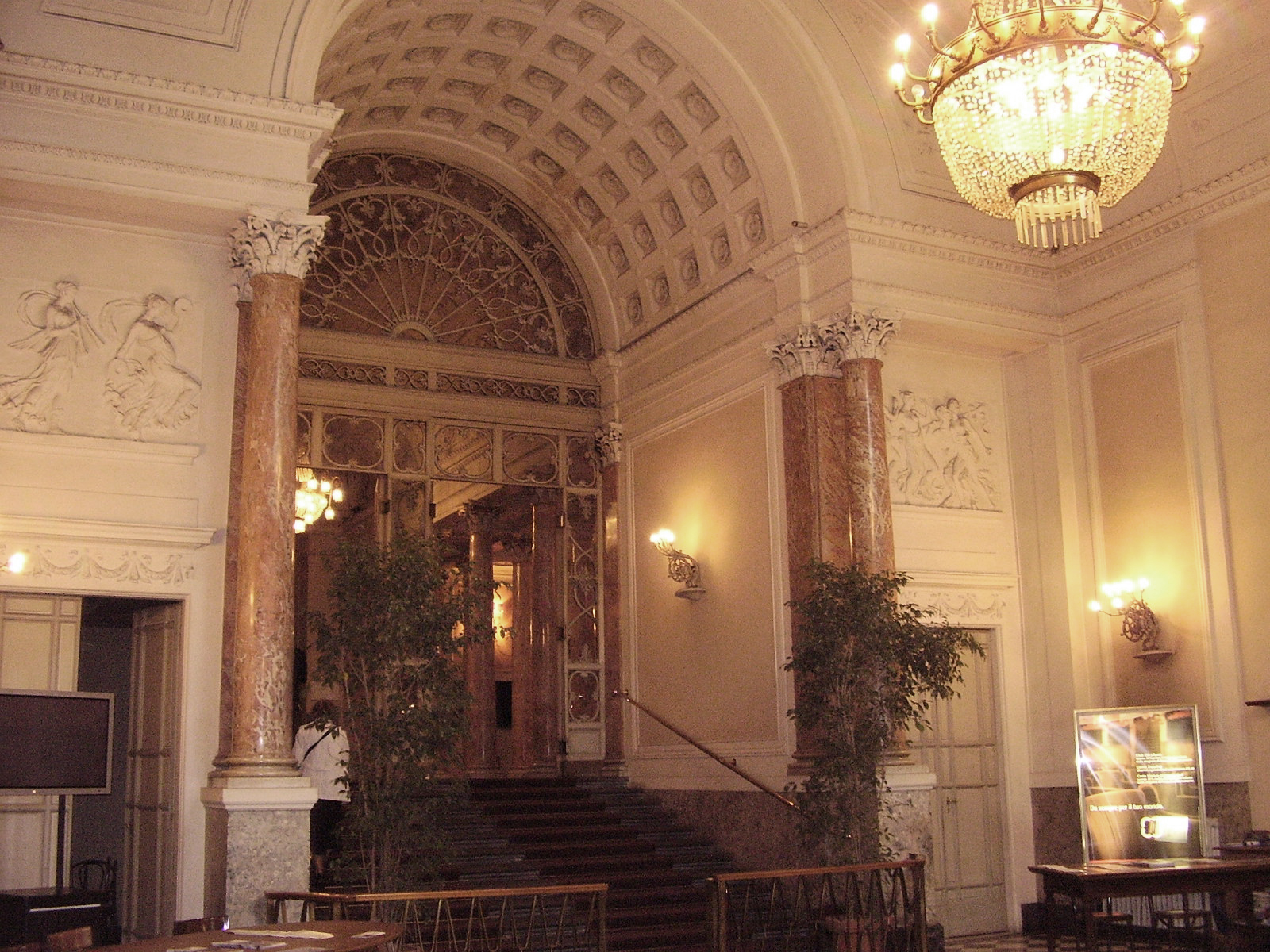
Teatro alla Pergola, Firenze, interno

Fin dai primi anni il Maggio Musicale sperimenta una stretta correlazione tra dimensione performativa e arti visive. Importanti pittori, scultori e architetti, vengono coinvolti nella progettazione di scenografie e costumi, e realizzano disegni e modellini ispirati alla musica e alla sceneggiatura.
Tali lavori, a firma di alcuni tra i principali rappresentanti dell'arte italiana e internazionale della prima metà del novecento, tra cui Giorgio De Chirico, Ardengo Soffici, Felice Casorati, Gianni Vagnetti, Alberto Savinio, Fabrizio Clerici, Toti Scialoja, Gino Severini, Gian Carlo Sensani, Mario Sironi, ecc. sono conservati presso gli archivi del Maggio Musicale Fiorentino. Le riproduzioni di alcuni bozzetti e figurini di costumi, relativi al primo ventennio di attività, sono esposti al secondo piano del Museo Novecento in una sezione intitolata Il Maggio Musicale Fiorentino (1933-1953). La sala propone inoltre, attraverso un audio diffuso, l'ascolto di alcuni brani della programmazione più sperimentale del Festival, relativa allo stesso periodo.
Dal 1969 al 1981 il direttore stabile è stato Riccardo Muti.
Dal 1985 il direttore principale dell'Orchestra del Maggio Musicale Fiorentino è Zubin Mehta, che nel 2006 ne è divenuto direttore onorario a vita. 
La compagnia di danza del Teatro del Maggio Musicale Fiorentino è denominata MaggioDanza ed è una delle principali formazioni attive in Italia.
Nel 1991 l'Orchestra ed il direttore hanno vinto il Grammy Award per l'album Conc. dei tre tenori, Cilea, Verdi, Puccini.

## Origini
Pochi si soffermano sulle motivazioni che, in origine, hanno indotto ad organizzare a Firenze un festival musicale in un determinato periodo dell'anno da cui derivarne addirittura il nome. Il Maggio Musicale Fiorentino altro non è che il frutto moderno di un'antica gioia di vivere che in primavera vede cadenzare annualmente la sua ciclica rinascita e che una Firenze antica, inondata da fiori, onorava principalmente con balli, musiche e rappresentazioni teatrali.
Il Calendimaggio di Firenze, antica festa della primavera, si celebrava infatti il primo giorno di maggio - calende di maggio - con festeggiamenti che si prolungavano praticamente per tutto il mese.
Oltre che fiorentina, il Calendimaggio è tradizione di tutta la Toscana e interessa altre regioni (Appennino dell'Emilia-Romagna, Quattro province, Oltrepò Pavese, zone marginali liguri, ecc).
A Firenze, "città del fiore", la festa cominciava il 30 aprile con la sospensione di ogni attività mercantile e artigiana e l'inizio di sfilate e cortei per le vie cittadine fra l'allegria della folla che colmava le strade, le finestre e i balconi, ornati per l'occasione da festoni di alloro, arazzi e bandiere. Per lungo tempo la festa, di origine pagana, ebbe anche un'impronta religiosa tanto che era usanza inghirlandare tutti i tabernacoli e alla Compagnia del Ceppo si offrivano addirittura fiori benedetti.
A Calendimaggio l'Arte dei Calzolai onorava solennemente San Filippo suo protettore, allestendo un altare sul quale si celebravano messe all'aperto davanti alla statua del santo eretta in un'edicola all'esterno di Orsanmichele e tutto addobbavano con la propria bandiera, con fiori, con alloro e lumi, nonché con la consueta "fiorita", un tappeto per terra di foglie e fiori primaverili.
I lieti tradizionali conviti di Calendimaggio accoglievano intorno alle mense, di popolo e di signori, parenti, amici e vicini che vi intervenivano. Nel Calendimaggio del 1274, come ricorderà più tardi il Boccaccio, Dante, allora fanciullo di nove anni, incontrò per la prima volta Beatrice.
Le canzoni, dette "maggi", erano cantate da brigate di giovani e di ragazze che, in quel giorno, ornata la testa da ghirlande di fiori e intrecciando danze sotto la direzione della neoeletta "regina di maggio" o "sposa di maggio", andavano di casa in casa presso le fanciulle fidanzate, ricevendo in cambio fiori. Le comitive dei "cantamaggio", che usavano arricchire le loro melodie con "rifioriture" e ritornelli, e dei "maggiaioli", cioè coloro che cantavano le "maggiolate" e serenate, erano precedute da un giovane che portava "il majo", ramo fiorito e infioccato che rappresentava la primavera. Altri rami fioriti venivano appesi alla finestra e alla porta della casa dell'innamorata e delle fanciulle più belle. Di queste celebrazioni primaverili numerose sono le testimonianze poetiche, anche dotte, fra le quali quella famosa di Agnolo Poliziano e le ballate del Magnifico Lorenzo de' Medici. Al Poliziano si deve una delicata descrizione della festa:
Al "maggio lirico" si affiancava il "maggio teatrante", una vera e propria rappresentazione teatrale: di argomento religioso - famoso il "Maggio di Sant'Uliva" -, romanzesco, storico e classico, era scritto e diretto dal "capomaggio". Il Calendimaggio era, in sintesi, tutto ciò che rende lieto l'animo dell'uomo: canto, gioco, danza, amore, mensa, spettacolo. Uno spettacolo che continua ad altissimo livello nei maggiori teatri cittadini nel corso del Maggio musicale fiorentino e che prende vita anche in altre forme.

## Gioco della bandiera
Nel mese di maggio si disputa il Trofeo Marzocco di gioco della bandiera, un'importante gara quadrangolare fra gruppi di sbandieratori di città italiane che da fine anni '80 si svolge a Firenze la prima domenica di maggio. Per molti anni la vittoria è stata appannaggio dei Bandierai degli Uffizi Fiorentini. Nella disputa fiorentina i Bandierai degli Uffizi, di volta in volta, tengono testa a gruppi prestigiosi come gli sbandieratori della città di Asti o quelli della Quintana di Ascoli Piceno o della Giostra del Saracino di Arezzo.
Il Trofeo si articola in due distinte discipline: la cosiddetta "Piccola squadra", che impegna un gruppo limitato di sbandieratori selezionati da ogni gruppo in gara, e la "Grande squadra", con esercizi solitamente articolati e di grande effetto spettacolare eseguiti da un minimo di otto alfieri. Sempre nell'ambito della manifestazione viene assegnato un premio speciale al migliore dei quattro gruppi di musici che accompagnano gli esercizi, che per i colori fiorentini sono i "Tamburini e Trombetti degli Uffizi". Dalla comparazione di queste tre classifiche viene infine assegnato dalla giuria il trofeo.

## LaFiorita
I colori e i fiori del maggio cittadino sono, inoltre, i protagonisti del ricordo ancora oggi di un avvenimento storico che segnò, forse più di ogni altro, il passaggio di Firenze dal XV al XVI secolo.
Il 23 maggio di ogni anno ha luogo la cerimonia della "Fiorita". Celebrata una messa nella Cappella dei Priori in Palazzo Vecchio, si forma un corteo di frati domenicani e di cittadini, con alla testa le autorità comunali, civili e religiose, che scende nella sottostante piazza della Signoria dove sparge petali di rose, tra rami di palme, sulla lapide circolare situata sul lastrico della piazza, che segna il punto dove fu impiccato e arso Fra' Girolamo Savonarola assieme ai suoi due confratelli Fra' Domenico Buonvicini da Pescia e Fra' Silvestro Maruffi da Firenze. Questa odierna cerimonia prende origine dalla pietosa, spontanea iniziativa popolare che vide, la mattina dopo la morte del predicatore, il luogo dell'esecuzione dei tre frati coperto di fiori, foglie di palma e petali di rose. Nottetempo, mani pietose avevano così voluto rendere omaggio alla memoria del predicatore, iniziando la tradizione che dura tuttora. Il punto esatto nel quale avvenne il martirio e oggi avviene la Fiorita era indicato da un tassello di marmo, già esistente, dove veniva collocato il "Saracino" quando si correva la giostra. Questo lo si rivela da Firenze illustrata di Del Migliore, il quale così scrive: "alcuni cittadini mandavano a fiorire ben di notte, in su l'ora addormentata, quel luogo per l'appunto dove fu piantato lo stile; che v'è per segno un tassello di marmo poco lontano dalla fonte". Al posto dell'antico tassello per il gioco del Saracino, v'è attualmente la lapide circolare che ricorda il punto preciso dove fu impiccato e arso "frate Hieronimo". La lapide, in granito rosso, porta un'iscrizione in caratteri bronzei.

## Direttori musicali dell'Orchestra del Maggio Musicale Fiorentino
- Vittorio Gui (1928-1936)
- Mario Rossi (1937-1946)
- Francesco Siciliani (1948-1957)
- Bruno Bartoletti (1957-1964)
- Riccardo Muti (1969-1981)
- Zubin Mehta (1985-2018) direttore principale emerito a vita
- Fabio Luisi (2018-2019)
- Daniele Gatti (2022-2025)

## Discografia parziale
- Bellini: La Sonnambula - Coro e Orchestra del Maggio Musicale Fiorentino/Dame Joan Sutherland/Richard Bonynge, 1962 Decca
- Bellini: Norma - Carmela Remigio/Coro e Orchestra del Maggio Musicale Fiorentino :Ernesto Gavazzi/Eva Mei/Jane Eaglen/Riccardo Muti/Vincenzo La Scola, 2012 EMI/Warner
- Donizetti, Don Pasquale, Gracis/Mariotti/Maccianti, 1964 Deutsche Grammophon
- Donizetti, Elisir d'amore - Molinari Pradelli/Gueden/Corena, 1955 Decca
- Donizetti: L'elisir D'amore - Barbara Bonney/Gabriele Ferro/Orchestra del Maggio Musicale Fiorentino/Rolando Panerai, 2005 Deutsche Grammophon
- Donizetti, Favorita - Erede/Simionato/Poggi, Decca
- Mascagni: Cavalleria Rusticana - Jussi Björling/Orchestra del Maggio Musicale Fiorentino/Renata Tebaldi, 1959 Decca
- Ponchielli: La Gioconda - Anita Cerquetti/Giulietta Simionato/Mario del Monaco/Ettore Bastianini/Coro e Orchestra del Maggio Musicale Fiorentino/Gianandrea Gavazzeni, 1958 Decca
- Puccini, Trittico - Bartoletti/Freni/Nucci/Alagna, 1991 Decca
- Puccini, Trittico - Gardelli/Del Monaco/Tebaldi, 1962 Decca
- Puccini: Gianni Schicchi - Leo Nucci/Mirella Freni/Roberto Alagna/Coro Di Voci Bianchi "Guido Monaco" Di Prato/Coro e Orchestra del Maggio Musicale Fiorentino/Bruno Bartoletti, 1991 Decca
- Puccini: La Bohème - Antonino Votto/Orchestra del Maggio Musicale Fiorentino/Tito Gobbi/Giuseppe Modesti/Gianni Poggi/Renata Scotto, Deutsche Grammophon
- Rossini, Italiana in Algeri - Varviso/Berganza/Panerai/Alva, 1963 Decca
- Verdi, Traviata - Pritchard/Sutherland/Bergonzi, 1963 Decca
- Verdi, Traviata - Mehta/Te Kanawa/Kraus, 1992 Decca
- Verdi: Il trovatore - Luciano Pavarotti/Antonella Banaudi/Shirley Verrett/Leo Nucci/Coro e Orchestra del Maggio Musicale Fiorentino/Zubin Mehta, 1995 Decca
- Verdi: Aroldo - Anthony Michaels-Moore/Carol Vaness/Coro e Orchestra del Maggio Musicale Fiorentino/Fabio Luisi/Neil Shicoff, 2001 Philips/Universal
- Conc. dei tre tenori, Cilea, Verdi, Puccini - Carreras/Domingo/Pavarotti, 1990 Decca
- Villazón, Tesori del bel canto - Armiliato/Bartoli/Orch. Maggio, 2014 Deutsche Grammophon
- Aria: The Opera Album - Andrea Bocelli, 1998 Sugarmusic